# Rivolta di Trieste
La rivolta di Trieste è la definizione data ai moti triestini del novembre 1953, che vennero duramente repressi dal "nucleo mobile" antisommossa della Polizia Civile alle dipendenze del Governo Militare Alleato (GMA), la forza di amministrazione militare alleata angloamericana al cui capo sedeva il generale britannico Thomas Willoughby Winterton.

## Contesto storico
Con la fine della II guerra mondiale l'Italia perse una regione del proprio territorio nazionale: la Venezia Giulia. Nel capoluogo Trieste, e nel territorio immediatamente circostante, fu stabilito nel 1947 dal Trattato di pace che dovesse sorgere il Territorio Libero di Trieste (TLT): uno stato indipendente sotto l'egida dell'ONU, destinato a fungere da cuscinetto fra Italia e Jugoslavia per evitare uno scontro immediato - nel quale, tra l'altro, l'Italia, ancora debole ed isolata, avrebbe avuto sicuramente la peggio -  che ne avrebbe nominato il Governatore. Tuttavia, nonostante ne fosse stato redatto e ratificato lo Statuto, a causa dei veti incrociati tra gli ex Alleati non si riuscì a trovare un accordo su quale Governatore nominare, così il TLT rimase diviso in due zone: la Zona A, governata dal Governo Militare Alleato (GMA), e la Zona B, sotto amministrazione militare jugoslava. Per sette anni le diplomazie italiane e jugoslave lavorarono per ottenere l'intero TLT, creando così una situazione di stallo.
Nell'estate 1953 una svolta: con le elezioni politiche di giugno il nuovo Presidente del Consiglio Pella lanciò subito un esplicito segnale, rispondendo con una dimostrazione militare al tentativo degli jugoslavi di alzare il tiro delle proprie rivendicazioni anche sulla Zona A, approfittando della fragilità del nuovo quadro politico italiano, portando l'Europa a un passo dalla guerra. Gli Alleati provarono allora a lavorare per una divisione del TLT fra i due paesi, ma complicarono ulteriormente la situazione pubblicando la nota bipartita: una dichiarazione nella quale assumono l'impegno di cedere l'amministrazione civile della Zona A all'Italia.
Di fronte alla reazione di Tito, che si prepara a invadere Trieste, gli Alleati interrompono l'applicazione della nota bipartita suscitando vive proteste da parte italiana.

## Svolgimento della protesta
Il 3 novembre 1953, a Trieste, in occasione dell'anniversario dell'annessione della città all'allora Regno d'Italia nel 1918, il sindaco Gianni Bartoli contravviene al divieto del generale Thomas Willoughby Winterton esponendo la bandiera tricolore dal pennone del Municipio, ma subito ufficiali britannici intervengono per rimuoverla e requisirla.
Il 4 novembre i manifestanti di ritorno dal sacrario di Redipuglia improvvisano una manifestazione per l'italianità di Trieste. La Polizia Civile, guidata da ufficiali britannici ma composta da triestini, interviene duramente per sequestrare la bandiera dei manifestanti: ne seguono violenti scontri, che in pochi minuti si propagano in tutta la città.
Il giorno dopo, il 5 novembre, gli studenti proclamano uno sciopero e manifestano di fronte alla chiesa di Sant'Antonio. Al passaggio di una vettura della Polizia Civile, con a bordo un ufficiale britannico, danno vita a una sassaiola. L'ufficiale affronta i manifestanti ma viene strattonato e gettato a terra sulle scale della chiesa; interviene allora il nucleo mobile della Polizia Civile, creato proprio in previsione di queste giornate, che disperde i ragazzi che si rifugiano dentro la chiesa, dove vengono inseguiti usando un idrante nell'irruzione, e malmenati violentemente. Il vescovo Antonio Santin stabilisce per il pomeriggio la cerimonia di riconsacrazione del tempio: partecipano migliaia di cittadini, e all'arrivo delle camionette della Polizia nascono nuovi incidenti. L'ufficiale britannico apre il fuoco, e i poliziotti ne seguono l'esempio: muoiono Piero Addobbati e Antonio Zavadil, mentre decine di altri ragazzi vengono feriti. I segni dei proiettili resteranno visibili su due lati della chiesa fino alla ristrutturazione del 2012.
Il 6 novembre la città è attraversata da una folla immensa, decisa ad attaccare tutti i simboli dell'occupazione britannica: sono date alle fiamme auto e motociclette della Polizia, e viene messa a ferro e fuoco la sede del "Fronte per l'Indipendenza del Territorio Libero di Trieste". I manifestanti giungono in piazza Unità d'Italia e tentano di assaltare il palazzo della Prefettura, sede della Polizia Civile: gli agenti reagiscono sparando sulla folla, ferendo decine di persone e uccidendo Francesco Paglia, Leonardo Manzi, Saverio Montano ed Erminio Bassa.
Questo episodio costringerà le diplomazie a trovare una soluzione: undici mesi dopo, nel 1954, con il memorandum di Londra il TLT viene spartito fra Zona A, assegnata all'amministrazione civile italiana, e Zona B, assegnata all'amministrazione civile jugoslava.

## Vittime
- Francesco Paglia (Trieste, 1929), universitario, ex bersagliere della Repubblica Sociale Italiana
- Leonardo "Nardino" Manzi (Fiume, 1938), studente, esule fiumano
- Saverio Montano (Bari, 1903), ex partigiano
- Erminio Bassa (Trieste, 1902), portuale
- Antonio Zavadil (Trieste, 1889), portuale
- Pietro Addobbati (Zara, 1938), studente, esule dalmata

## Reazioni in Italia
L'8 novembre si svolsero, nella Cattedrale di San Giusto, i funerali delle sei vittime. Al corteo funebre partecipò buona parte della popolazione italiana.
Nello stesso giorno si tenne una cerimonia a Roma, a Santa Maria degli Angeli, con la presenza di tutti i ministri del Governo Pella ai quali era stata vietata da Winterton la partecipazione ai funerali triestini. Gli Alleati accusarono "agitatori italiani" di aver provocato gli incidenti per costringere Winterton a chiedere l'intervento delle truppe italiane.

## Commemorazioni
Una lapide collocata sulla fronte del municipio di Ragusa ricorda i fatti di Trieste con la seguente motivazione: «A perenne ricordo dell'oppressione straniera / e a testimonianza / dell'italianissima anima di Trieste / Ragusa / incide nel marmo / il nome dei martiri caduti / nelle giornate del 5 e 6 novembre 1953»; segue l'elenco dei nomi dei caduti e delle relative professioni; la lapide è datata «Ragusa aprile 1954».
Per i 50 anni è stato pubblicato dalle edizioni Italo Svevo di Trieste "I Ragazzi del '53", all'Università di Trieste è stata dedicata una targa a Francesco Paglia, studente universitario, inoltre è stata richiesta dalla Lega Nazionale, dalla Provincia di Trieste e dal comune di Trieste al presidente della repubblica una medaglia d'oro al valor civile ai caduti, come ultimi martiri del Risorgimento italiano. La richiesta è stata accolta dal Presidente Carlo Azeglio Ciampi l'11 ottobre 2004 con la seguente motivazione:
In occasione dei 60 anni, la Lega Nazionale ha curato la pubblicazione di un saggio storico di Michele Pigliucci, intitolato "Gli ultimi martiri del Risorgimento - Gli incidenti per Trieste italiana del novembre 1953", presentato da Ivan Buttignon e dal presidente della Lega Nazionale avv. Paolo Sardos Albertini a Trieste, nella Galleria Tergesteo, il 20 ottobre 2013. Nella stessa occasione sono stati presentati il libro di Paolo Sardos Albertini e Piero Delbello "La Lega Nazionale e i ragazzi del '53", da Diego Redivo, e il libro di William Klinger "Il terrore del popolo: storia dell'OZNA", da Lorenzo Salimbeni.
Dopo 70 anni, è stata conferita dal comune di Trieste la Civica Benemerenza del Comune alla memoria dei Caduti.
A Roma in Parco Caduti per Trieste sono state posizionate nel 2021 sei pietre d'inciampo.